# Berné
Berné är en kommun i departementet Morbihan i regionen Bretagne i nordvästra Frankrike. Kommunen ligger i kantonen Le Faouët som tillhör arrondissementet Pontivy. År 2022 hade Berné 1 558 invånare.

## Befolkningsutveckling
Antalet invånare i kommunen Berné
| Referens: INSEE |